# 新疆师范高等专科学校
43°48′13″N 87°36′51″E / 43.80351°N 87.61405°E

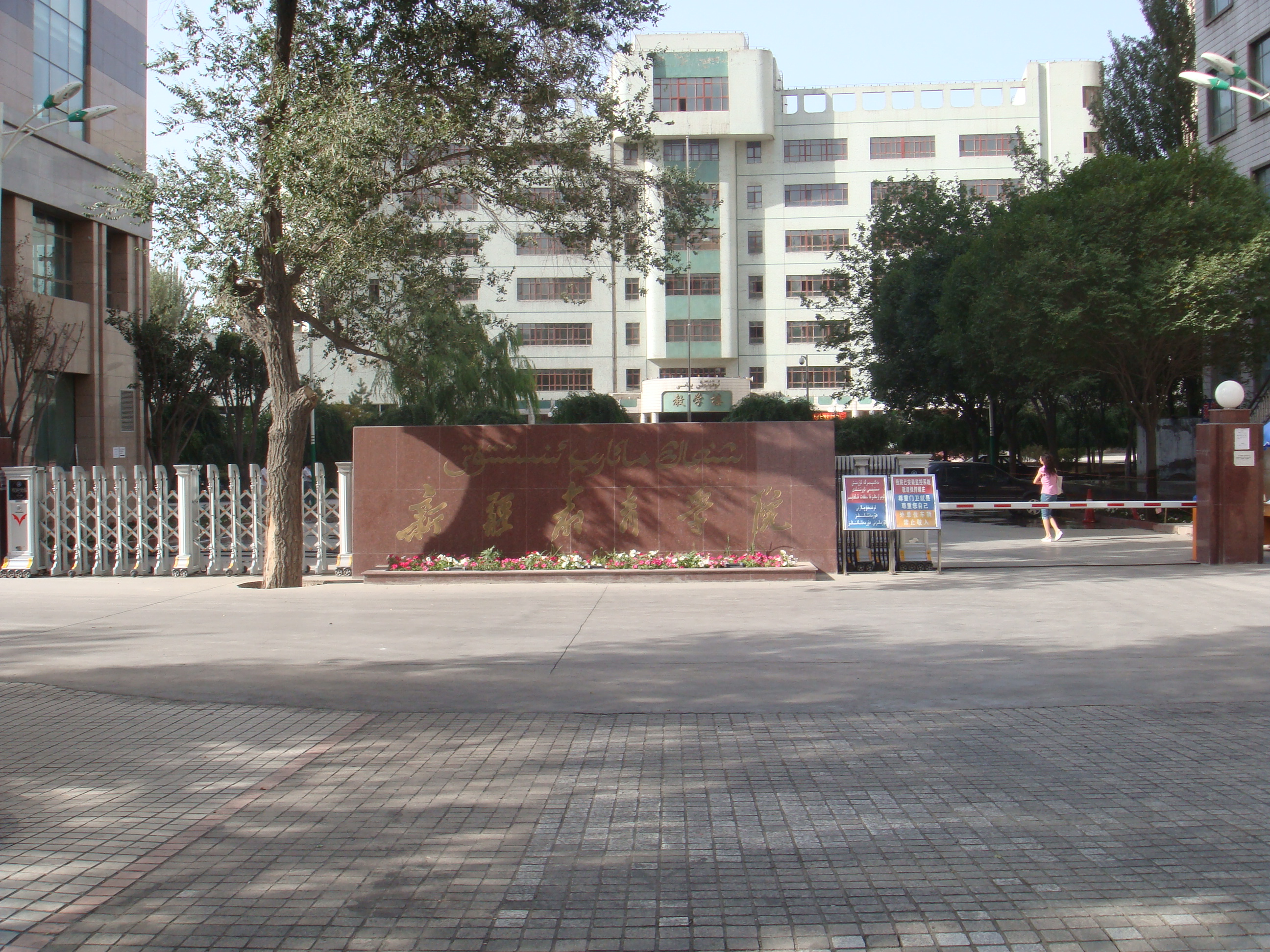
新疆教育学院北门

新疆师范高等专科学校是位于中国新疆维吾尔自治区乌鲁木齐市的一所普通大专院校。它建立于1978年。

## 历史
- 1906年-1934年，新疆师范学堂。新疆巡抚联魁奏准将原高等学堂改为省立中学堂，即新疆师范学堂，设于省城迪化（今乌鲁木齐）北梁，统一遵照“全国学堂章程”管理。
- 1934年-1949年，省立迪化师范学校。1942年春，蒙哈师范撤销，三班学生并入师范学校，使师范学校达到23个班，近千名学生，使用汉、维、哈、蒙四种语言教学。1946年，迪化师范学校又更名为新疆省立迪化第一师范学校。
- 1950年，原国立天山师范、迪化女子师范并入省立迪化第一师范学校。
- 1953年，设置附属小学。
- 1954年，迪化市改为乌鲁木齐市，校名改为乌鲁木齐第一师范学校。
- 1978年9月8日，新疆维吾尔自治区革命委员会批准在乌鲁木齐第一师范学校的基础上成立了新疆教育学院。[1]
- 2012年，成立新疆师范高等专科学校，与新疆教育学院实行“一套机构，两块牌子”。

## 教学
院系：双语学院、教育科学学院、人文学院、数学学院、美术学院、音乐学院、信息科学与技术学院、外国语学院、科学教育学院、职业技术学院、学前教育学院、体育学院、思想政治理论课教学研究部和继续教育学院14个学院（部）。
办有44个普通专科专业，专业涵盖教育、文、理、法、工、历史、管理等学科门类。
办有成人本专科，自治区级两年制双语骨干教师培训、中小学教师继续教育培训和中小学校长、地州县市教育局长培训等各类短训班。

## 科研
“十一五”期间，学校共承担各类国家级、省部级科研项目40余项，发表学术论文近900篇，出版学术著作、教材140余部。

## 著名校友
- 鲁特甫拉·穆塔里甫